# Luca Guastini
Luca Guastini (Livorno, 9 marzo 1982) è un attore italiano.

## Biografia
Luca nasce il 9 marzo 1982 a Livorno.
All'età di cinque anni inizia a studiare pianoforte e da adolescente comincia a suonare in vari gruppi locali. Frequenta la scuola Vertigo diretta da Enzina Conte e dopo una parentesi con il teatro di strada lavora con registi come Serge Denoncourt, Gabriele Paoli e Michelangelo Ricci.
Si trasferisce a Roma per avviare gli studi presso il Teatro Blu di Beatrice Bracco e all'Actor's Center di Michael Margotta.
Nel 2009 è a teatro con la prima italiana di Crollo! di Jean Tay, per la regia di Giulio Stasi, selezionato al Napoli Fringe Festival (2010).
Esordisce sul grande schermo con Exit: una storia personale (2010), di Massimiliano Amato, ruolo per il quale riceve il premio come miglior attore protagonista al Festival du cinéma italien d'Annecy.
È poi protagonista del cortometraggio Coincidenze (2010) tratto dall'omonimo racconto di Stefano Benni, per la regia di Gabriele Paoli.
Nel 2012 è in Acciaio, trasposizione cinematografica dell'omonimo romanzo di Silvia Avallone, per la regia di Stefano Mordini e presentato alle Giornate degli Autori (2012).
Nel 2015 è in due opere prime; L'Universale di Federico Micali e L'ospite, biopic incentrato sulla figura del filosofo Giovanni Gentile e diretto da Ugo Frosi. 
Sempre in quell'anno è in Distant Vision, docufilm sperimentale scritto e diretto da Francis Ford Coppola.
Nel 2018 è protagonista di Malerba opera prima di Simone Corallini e Verso un altrove, diretto nuovamente da Massimiliano Amato.

## Filmografia

### Cinema
- Traditore, regia di Michelangelo Ricci (2007)
- Exit: una storia personale, regia di Massimiliano Amato (2010)
- Acciaio, regia di Stefano Mordini (2012)
- Freddy Hotel, regia di Massimiliano Amato (2014)
- L'ospite, regia di Ugo Frosi (2015)
- L'Universale, regia di Federico Micali (2016)
- Distant Vision, regia di Francis Ford Coppola (2016)
- Malerba, regia di Simone Corallini (2018)
- Verso un altrove, regia di Massimiliano Amato (2018)
- Ero in guerra ma non lo sapevo, regia di Fabio Resinaro (2022)

### Televisione
- I delitti del BarLume, regia di Roan Johnson, serie TV, episodio 5x02 (2018)
- Leonardo, regia di Daniel Percival, serie TV, episodio 1x02 (2021)
- Il mostro, regia di Stefano Sollima, mini serie TV, episodio 1x03 (2024)
- Vita da Carlo, regia di Carlo Verdone e Valerio Vestoso, serie TV (2024)

### Cortometraggi
- Coincidenze, regia di Gabriele Paoli (2010)

## Teatro
- Tablò, regia di Serge Denoncourt (2005)
- Crollo!, regia di Giulio Stasi (2009)
- In a Dark Dark House, regia di Massimiliano Amato (2013)
- Accidentese Gloriosos, regia di Giulio Stasi (2016)

## Riconoscimenti
- Festival du Cinéma Italien d'Annecy (2010) – Prix d'Interprétation Masculine[8] per il suo ruolo nel film Exit: una storia personale